# Chalmers Alford
Chalmers Edward "Spanky" Alford (22 de mayo de 1955 - 24 de marzo de 2008) fue un guitarrista de jazz norteamericano ganador de tres premios Grammy. Alford nació en Filadelfia y fue conocido por su estilo de tocar la guitarra, especialmente en el uso de arpegios. Colaboró durante las décadas de los 60, los 70 y los 80 como guitarrista con diversos cuartetos de gospel entre los que destacan los Mighty Clouds of Joy.
Ya en su madurez, relanzó su carrera como músico dentro del movimiento neo-soul surgido durante la década de los 90 y los primeros años del siglo XXI, contribuyendo notablemente al sonido de artistas como D'Angelo y Tony Toni Toné. Alford formó parte de The Soultronics, la banda que acompañó a D'angelo en el "Voodoo" tour de 2000, junto a Questlove, James Poyser, Pino Palladino y Anthony Hamilton. Como guitarrista de estudio colaboró con artistas como Joss Stone, John Mayer, Mary J. Blige, Raphael Saadiq, D'Angelo y Roy Hargrove.
Alford murió en marzo de 2008, a la edad de 52 años en Huntsville, Alabama.

## Discografía
- Stan Jones - Out of the Shadows
- D'Angelo - Voodoo
- D'Angelo - Black Messiah
- The Roots - Illadelph Halflife, Things Fall Apart
- Joss Stone - Introducing Joss Stone
- Vikter Duplaix - Bold and Beautiful
- John Mayer - Continuum
- John Mayer - Try!
- Vick Allen - Simply Soul
- Evelyn Turrentine-Agee - Call Jesus
- Evelyn Turrentine-Agee - Go Through
- Ali Shaheed Muhammad - Shaheedullah and Stereotypes
- Roy Hargrove - Strength (EP)
- Norman Brown - West Coast Coolin'
- The Canton Spirituals - New Life: Live in Harvey, IL
- Rhian Benson - Gold Coast
- Roy Hargrove - Hard Groove
- Angie Stone - Black Diamond
- Raphael Saadiq - Instant Vintage
- Anthony Hamilton
- Bee Gees - Still Waters[4]
- 2Pac - Until the End of Time[5]
- A Tribe Called Quest - "4 Moms" (from The Love Movement)
- Al Green - Lay It Down
- The Mighty Clouds of Joy - "Pray For Me (Live) (Word)"
- D'Angelo and the Vanguard - Black Messiah